# Frank Brownlee
Pour les articles homonymes, voir Brownlee.

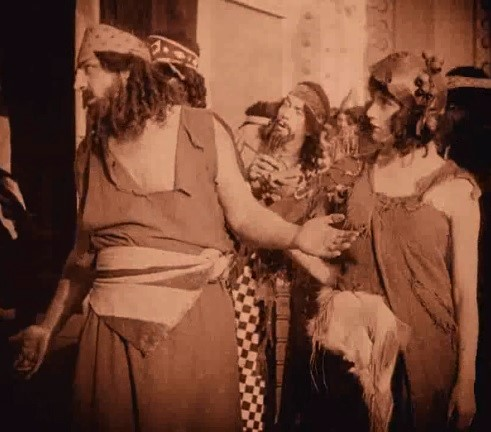
Avec Constance Talmadge, dans Intolérance (1916)

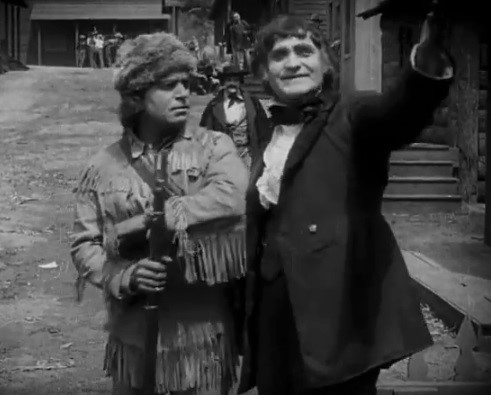
Avec Douglas Fairbanks (à g.), dans Le Métis (1916)

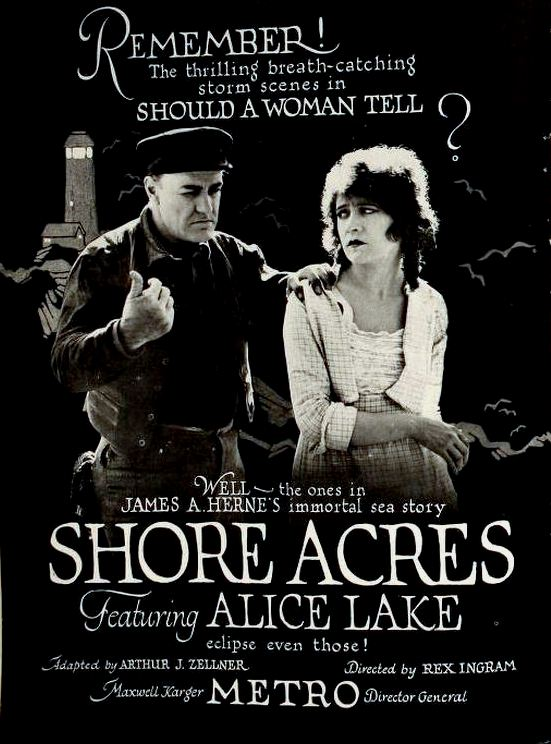
Avec Alice Lake, dans Shore Acres (1920, poster promotionnel)

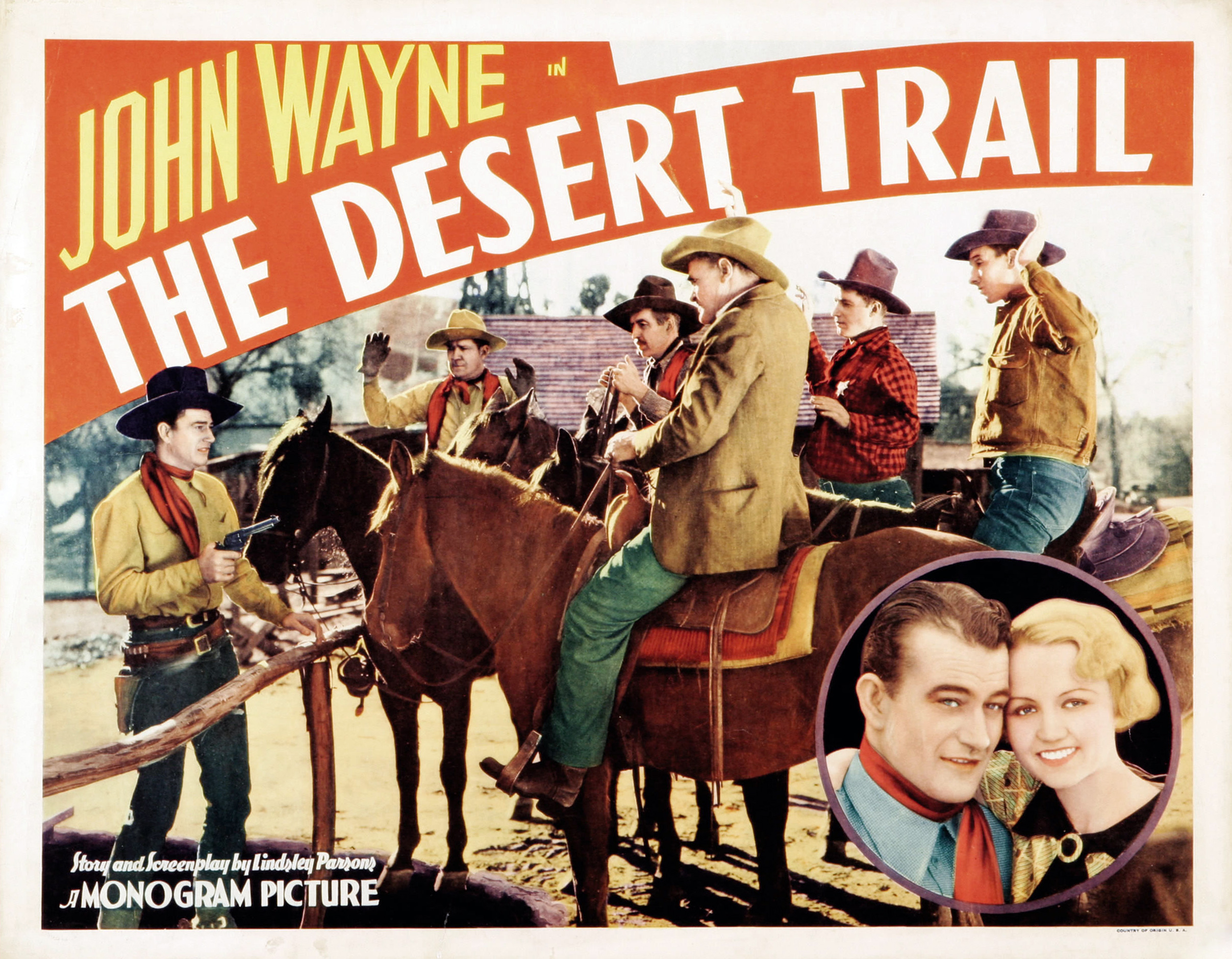
À cheval au premier plan, devant John Wayne, dans The Desert Trail (1935, poster promotionnel)

Frank Brownlee, né le 11 octobre 1874 à Dallas (Texas) et mort le 10 février 1948 à Los Angeles (Californie), est un acteur américain.

## Biographie
Frank Brownlee débute au théâtre et joue notamment dans des pièces représentées à Broadway entre 1899 et 1908, les douze premières (jusqu'en 1904) produites par Charles Frohman.
On peut mentionner Dora de Victorien Sardou (1901, avec Margaret Anglin et William Faversham), L'Importance d'être Constant d'Oscar Wilde (1902, avec Margaret Anglin et Charles Richman), ainsi que Glad of It de Clyde Fitch (1903-1904, avec John Barrymore et Lucile Watson).
Au cinéma, il contribue dès la période du muet à cent-vingt-et-un films américains sortis entre 1911 et 1943, dont de nombreux westerns et quelques courts métrages avec Laurel et Hardy comme Les Deux Détectives de Fred Guiol en 1927.
On peut également citer Intolérance de D. W. Griffith (1916, avec Constance Talmadge), Love Never Dies de King Vidor (1921, avec Lloyd Hughes et Madge Bellamy), Les Mendiants de la vie de William A. Wellman (1928, avec Louise Brooks et Richard Arlen), The Desert Trail de Lewis D. Collins (1935, avec John Wayne), ou encore Arizona de Wesley Ruggles (1940, avec Jean Arthur et William Holden).
Le dernier film de Frank Brownlee est le western Dead Man's Gulch (en) de John English en 1943, avec Donald Barry et Clancy Cooper. Il meurt cinq ans après, en 1948, à 73 ans.

## Théâtre
- 1899 : Lord and Lady Algy (en) de R. C. Carton (en)
- 1900 : A Man and His Wife de George Fleming
- 1900-1901 : Brother Officers de Leo Trevor : Jarvis / un serveur du mess
- 1900-1901 : Mrs. Dane's Defense d'Henry Arthur Jones : Adams
- 1901 : Dora (en) (Diplomacy) de Victorien Sardou : Antonio
- 1901-1902 : The Wilderness de H. V. Esmond (en)
- 1902 : Die Zwillingsschwester (The Twin Sister) de Ludwig Fulda, adaptation de Louis N. Parker (en)
- 1902 : L'Importance d'être Constant (The Importance of Being Earnest) d'Oscar Wilde
- 1902-1903 : The Girl with the Green Eyes de (et mise en scène par) Clyde Fitch : un guide
- 1903 : Le Poids du passé (Lady Rose's Daughter) de George Fleming
- 1903-1904 : Glad of It de Clyde Fitch
- 1904 : L'Aïeule (Granny) de Georges Mitchell, adaptation et mise en scène de Clyde Fitch
- 1906-1907 : The Daughters of Men de Charles Klein (en)
- 1907-1908 : The Great Divide de William Vaughn Moody (en) : un architecte
- 1908 : Mater de Percy MacKaye (en) (metteur en scène)

## Filmographie

### Acteur

#### Cinéma
- 1916 : Intolérance de D. W. Griffith : frère de la fille de la montagne (non crédité)
- 1916 : Le Métis (The Half-Breed) d'Allan Dwan : le pasteur Winslow Wynn (en tant que Frank Brown Lee)
- 1916 : Sold for Marriage (en) de Christy Cabanne: Nicholas
- 1917 : Mentioned in Confidence (en) d'Edgar Jones (acteur) (en) : Mr. Leigh
- 1917 : The Best Man : capitaine Hale
- 1917 : The Double Standard (en) de Phillips Smalley : Editor George Ferguson
- 1917 : The Inspirations of Harry Larrabee (it) de Bertram Bracken : Batonyi, aka 'The Wolf'
- 1917 : The Little Pirate (en) d'Elsie Jane Wilson : John Baird
- 1917 : The Martinache Marriage (it) de Bertram Bracken : Roscoe Vandercourt
- 1917 : The Mysterious Mr. Tiller (en) de Rupert Julian : Ramon Mordant
- 1917 : The Mysterious Mrs. M. de Lois Weber : Dr Woodman
- 1917 : The Ship of Doom de Wyndham Gittens : « Sundown » Shattuck
- 1917 : Wild Sumac de William V. Mong : Lupin
- 1918 : $5,000 Reward (it) de Tom Mix : Ackley
- 1918 : Her Moment (en) de Frank Beal : Victor Dravich
- 1918 : Le Mignard (Danger, Go Slow) de Robert Z. Leonard : Bill (non crédité)
- 1918 : Me und Gott : le majordome / August Weber
- 1918 : The Empty Cab : Big Ed
- 1918 : The Return of Mary (en) de Wilfred Lucas : John Graham
- 1918 : The Vanity Pool (en) d'Ida May Park : Jarvis Flint
- 1919 : Brass Buttons d'Henry King : Terence Callahan : Terence Callahan
- 1919 : Charité (The Mother and the Law) de D. W. Griffith : The Brother of the Girl
- 1919 : Dégradation (The Brute Breaker) de Lynn Reynolds : Norres
- 1919 : Girl from Nowhere (en) de Wilfred Lucas : Klondike Jim
- 1919 : Le Dédit (en) (Paid in Advance) d'Allen Holubar : « Gold Dust » Barker
- 1919 : Le Secret de l'or (Desert Gold) de T. Hayes Hunter : Jonas Warren
- 1919 : Miss Adventure de Lynn Reynolds : Bog Nichols
- 1919 : Voleur de grands chemins (en) d'Emmett J. Flynn : capitaine Claver
- 1920 : Beyond the Great Wall
- 1920 : Hearts Are Trumps de Rex Ingram : Michael Wain
- 1920 : His Own Law (en) de J. Parker Read Jr.
- 1920 : Le Bâillon (Under Crimson Skies) de Rex Ingram : « Dead Light » Burke
- 1920 : Riders of the Dawn (en) de Jack Conway : Glidden
- 1920 : Shore Acres (en) de Rex Ingram et Maxwell Karger : Martin Berry
- 1920 : The Man Who Dared d'Emmett J. Flynn : Ed Cass
- 1920 : The Valley of Tomorrow d'Emmett J. Flynn : Fang Morgan
- 1921 : Hole in the Wall (en) de Maxwell Karger : Limpy Jim
- 1921 : Love Never Dies de King Vidor : Ezekiel Whaley
- 1921 : Sa haine (en) (The Whistle) de Lambert Hillyer : Henry Chapple
- 1921 : Soul and Body : Victor Dravitche
- 1922 : Fools of Fortune de Louis Chaudet : Ike Harper
- 1922 : The Face Between (en) de Bayard Veiller : Joe Borral
- 1923 : Boston Blackie (film) (en) de Scott R. Dunlap : directeur de prison Benton
- 1923 : Héros diabolique (en) (Romance Land) d'Edward Sedgwick : « Scrub » Hazen
- 1923 : L'Enfant de la balle (en) (Sawdust) de Jack Conway : « Pop » Gifford
- 1923 : Suprême Amour (en) (Nobody's Bride) d'Herbert Blaché : Vesher Charley
- 1924 : The Beloved Brute (en) de J. Stuart Blackton : Phil Beason
- 1925 : Straight Through (en) d'Arthur Rosson : Bill Higgins
- 1925 : The Desert Flower d'Irving Cummings : Mike Dyer
- 1925 : The Great Jewel Robbery (en) de John Ince : McGroody
- 1926 : King of the Pack (en) de Frank Richardson : Chuck Purdy
- 1926 : N'est pas bandit qui veut (en) (The Social Highwayman) de William Beaudine : Simpson
- 1927 : The Ridin' Streak (en) de Del Andrews : J.S. Dokes
- 1927 : Wanted: A Coward de Roy Clements : Adrian Purviance
- 1928 : Foraine (en) (Sawdust Paradise) de Luther Reed : le shérif
- 1928 : La Rose de minuit (en) (Midnight Rose) de James Young : Grogan
- 1928 : Les Mendiants de la vie de William A. Wellman : le fermier
- 1928 : The Chaser de Harry Langdon : Amorous Repo Man (non crédité)
- 1929 : Le Célèbre Capitaine Blake (River of Romance) de Richard Wallace : joueur de carte (non crédité)
- 1929 : Thru Different Eyes de John G. Blystone : Bit Part (non crédité)
- 1930 : Son homme (Her Man) de Tay Garnett : Drunk (non crédité)
- 1930 : The Lottery Bride de Paul Ludwig Stein : garde (non crédité)
- 1931 : La Grande Caravane : Minor Role (non crédité)
- 1931 : The Galloping Ghost de B. Reeves Eason (serial) : Tom
- 1931 : The Lightning Warrior (en) de Benjamin H. Kline et Armand Schaefer : Angus MacDonald
- 1931 : The Vanishing Legion de B. Reeves Eason: Oil Co. Director Bishop
- 1932 : Law and Order d'Edward L. Cahn : Barfly (non crédité)
- 1932 : Les Sans-soucis de George Marshall et Ray McCarey : le sergent-instructeur
- 1932 : Tombstone Canyon (en) d'Alan James : Alf Sykes
- 1933 : Terror Trail (en) d'Armand Schaefer : Shériff Judell
- 1934 : Uncertain Lady (en) de Karl Freund: capitaine (non crédité)
- 1934 : Un rude cow-boy (The Dude Ranger) d'Edward F. Cline
- 1935 : Big Calibre (en) de Robert N. Bradbury : Mr. Neal (non crédité)
- 1935 : Condemned to Live (en) de Frank R. Strayer : villageois (non crédité)
- 1935 : Hitch Hike Lady (en) d'Aubrey Scotto : Mail Clerk (non crédité)
- 1935 : Le Chant du Far West (Tumbling Tumbleweeds) de Joseph Kane : Cattleman (non crédité)
- 1935 : The Desert Trail de Lewis D. Collins : le shérif de Rattlesnake Gulch
- 1936 : Just My Luck (en) de Ray Heinz : ouvrier (non crédité)
- 1936 : Tout doux, toutou (Man's Best Friend) : John Strong le Père
- 1940 : Arizona de Wesley Ruggles : Paul Weaver (non crédité)
- 1940 : Les Déracinés de Bernard Vorhaus : le fermier Bill
- 1940 : Mysterious Doctor Satan : Panamint Pete [Ch. 8] (non crédité)
- 1940 : Sur la piste des vigilants (Trail of the Vigilantes) d'Allan Dwan : un docteur
- 1941 : A Missouri Outlaw de George Sherman : Jensen
- 1941 : Au sud de Tahiti (South of Tahiti) de George Waggner : Harbor Master (non crédité)
- 1941 : Citadel of Crime de George Sherman : Undetermined Supporting Role (non crédité)
- 1941 : Country Fair (en) de Frank McDonald
- 1941 : Gangs of Sonora (en) de John English : Rancher (non crédité)
- 1941 : Les justiciers du désert (en) (Riders of Death Valley) de Ford Beebe et Ray Taylor : Slim (Ch. 1) (non crédité)
- 1941 : Lucky Devils (en) de Lew Landers : Fermier (non crédité)
- 1941 : Puddin' Head (en) de Joseph Santley : Hillbilly (non crédité)
- 1941 : The Apache Kid de George Sherman : Harry Castleman (non crédité)
- 1942 : Arizona Terrors de George Sherman : Henry Adams
- 1942 : Gallant Lady (en) de William Beaudine : Luke Walker
- 1942 : Ice-Capades Revue (en)  de Bernard Vorhaus : Mr. Sawyer (non crédité)
- 1942 : Jesse James, Jr. de George Sherman : Denny (non crédité)
- 1942 : Man from Cheyenne (en) de Joseph Kane : homme avec des paquets (non crédité)
- 1942 : Romance on the Range (en)  de Joseph Kane : Lynch Mob Member (non crédité)
- 1942 : Sacramento de  William C. McGann: homme dans la rue (non crédité)
- 1942 : Shadows on the Sage (en) de Lester Orlebeck (en) : Johnson (non crédité)
- 1942 : Sons of the Pioneers (en) de Joseph Kane  : Hired Hand (non crédité)
- 1942 : South of Santa Fe (en) de Joseph Kane : Movie-Watcher (non crédité)
- 1942 : Le Garde de la diligence (en) (Stagecoach Buckaroo) de Ray Taylor : Higgins
- 1942 : The Sombrero Kid de  George Sherman : Mayor Lem Barnett (non crédité)
- 1943 : Mountain Rhythm (en) de John English : vieil homme (non crédité)
- 1943 : Dead Man's Gulch (en) de John English : Stevens (non crédité)

#### Courts-métrages
- 1911 : Home d'Oscar Apfel
- 1914 : The Fireman & the Girl
- 1914 : The Stolen Birthright
- 1916 : She Left Without Her Trunks
- 1916 : The Call of the Past
- 1917 : June Madness
- 1917 : The Phantom Shotgun
- 1926 : Be Your Age de Leo McCarey : M. Blaylock
- 1927 : Bigger and Better Blondes
- 1927 : Le Chant du coucou de Clyde Bruckman : le premier acheteur potentiel
- 1927 : Les Deux Détectives de Fred Guiol : le patron de l'agence de détectives
- 1927 : Les Forçats du pinceau de Fred Guiol : un gardien de prison
- 1927 : À bord du Miramar de Fred Guiol et Hal Roach : capitaine Bull
- 1927 : Les Gaietés de l'infanterie de Fred Guiol : major Rohrer
- 1931 : Rough Seas
- 1933 : Laurel et Hardy policiers de Lloyd French : le chef de police Ramsbottom

### Scénariste

#### Cinéma
- 1920 : His Own Law